# Улан (фільм)
«Улан» — радянський художній фільм знятий режисером Толомушем Окєєвим в 1977 році на студії «Киргизфільм».

## Сюжет
Історія деградації Азата Майрамова, хорошого сім'янина і людини, шанованої в суспільстві. Будучи не в силах впоратися із згубною звичкою до вживання алкоголю, він втрачає сім'ю, друзів, роботу, здоров'я і свободу.

## У ролях
- Суйменкул Чокморов — Азат Майрамов
- Наталія Арінбасарова — Гульсара
- Вацлав Дворжецький — Нєлаєв
- Асанкул Куттубаєв — батько Азата
- Совєтбек Жумадилов — Сагин
- Асанбек Умуралієв — Нуртай
- Джамал Сейдакматова — Фатіма
- Е. Кидиралієва
- В. Турсуніязова
- В. Абішева
- Р. Шаршенова
- Г. Аджибекова
- Ш. Мусін
- Д. Садиков
- Л. Порохов
- М. Курманалієв

## Знімальна група
- Режисер — Толомуш Окєєв
- Сценаристи — Толомуш Окєєв, Едуард Тропінін
- Оператор — Кадиржан Кидиралієв
- Композитор — Таштан Ерматов
- Художник — Совєт Агоян